# Fiorenzuola di Focara
Fiorenzuola di Focara, già comune autonomo fino al 1929, è una frazione della sesta circoscrizione del comune di Pesaro. Sorge sul promontorio del Monte San Bartolo.
Sino al 1631 fece parte del Ducato di Urbino; passando sotto lo Stato della Chiesa, fece parte della Delegazione apostolica di Urbino e Pesaro, che dal 1850, con la suddivisione dello Stato della Chiesa in legazioni, fece parte della Legazione delle Marche. Dopo l'unità d'Italia entrò a far parte della Provincia di Pesaro e Urbino.
Il promontorio su cui sorge era proverbiale per i venti e le tempeste e per questo motivo Fiorenzuola è nominata da Dante Alighieri nel canto ventottesimo dell'Inferno:
(Dante Alighieri, Divina Commedia, Inferno, XXVIII Canto)
I versi danteschi affermano che contro i venti di Focara non servono né i voti, né le preghiere.
Secondo alcuni autori romagnoli, apparterrebbe alla regione della Romagna storica

## Geografia fisica
Sorge su uno sperone roccioso a strapiombo sul Mare Adriatico, nel centro del Parco naturale regionale del Monte San Bartolo, a 11 km dal capoluogo comunale Pesaro e 8 km dalla località balneare di Cattolica. Dalla cima della collina a picco sul mare partono alcune stradine, più o meno tortuose, che portano fino a riva, in un luogo ancora incontaminato dal turismo di massa.

## Storia

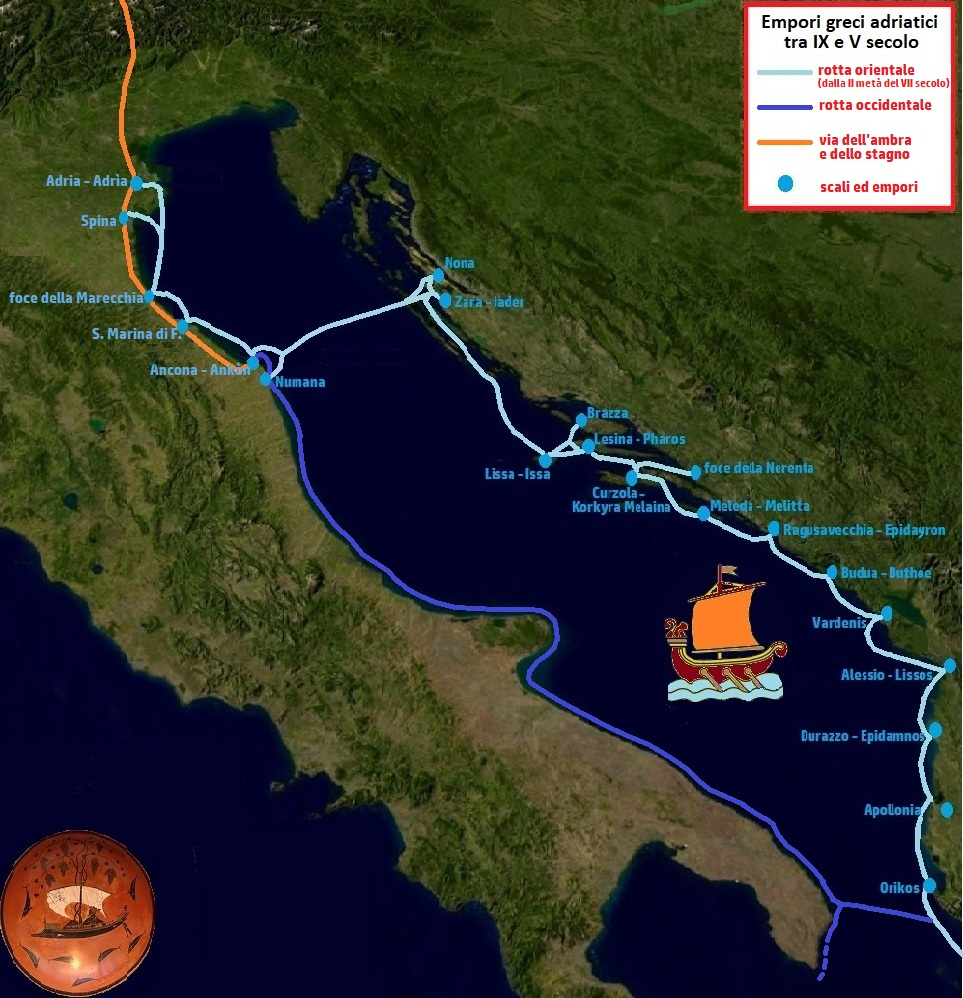
Antichi empori greci utilizzati nella navigazione di risalita dell'Adriatico, tra cui Santa Marina di Focara (IX-V secolo a.C.)

Già nel XIII secolo a.C., all'epoca della navigazione greca in Adriatico, in corrispondenza della foce del piccolo Rio Vallùgola, esisteva un approdo che permetteva a questi navigatori di risalire l'Adriatico e giungere nelle sue estreme coste settentrionali. L'approdo, vista l'importuosità delle coste italiane dell'Adriatico, rimase prezioso per secoli: anche i Greci, provenienti dalla Dalmazia e da Ancona lo utilizzavano, per raggiungere la colonia di Adrìa. 
Fiorenzuola di Focara sorse tra il X e il XIII secolo, come borgo medievale, forse su un precedente insediamento romano. Ancor oggi il centro è cinto dalle antiche mura, che si aprono con una porta d'ingresso, sopra alla quale è stata posta una lapide per in cui si esprime la gratitudine degli abitanti nei confronti di Dante Alighieri.
La scelta di edificare un centro abitato proprio qui è dovuta alla posizione strategica su uno dei pochissimi promontori dell'Adriatico settentrionale (l'unico, da Trieste ad Ancona); il termine "Focara", infatti, deriva dai fuochi che anticamente venivano accesi sul punto più alto del monte, come punto di orientamento visibile a distanza ai naviganti.
Fiorenzuola e il suo castrum furono parte di quel sistema difensivo (composto anche da Casteldimezzo, Gradara e Granarola) edificato fra il X e il XII secolo e volto al controllo del confine fra la curia ravennate e quella pesarese, e successivamente fra i Malatesta di Rimini e quelli di Pesaro.
Nel sec. XVII, l'antico approdo alla foce del piccolo Rio Vallùgola smise di essere frequentato, probabilmente a causa delle frane che lo avevano rovinato.
Nel XII secolo venne inoltre edificata la chiesa di Sant'Andrea, della quale rimane oggi solo il campanile.
Fin dal 1500, gli abitanti di Fiorenzuola si dedicavano, oltre che all'agricoltura, anche alla lavorazione delle pietre della falesia. Nel 1800 quest'attività era così proficua che richiamava lavoratori da terre vicine. Nel 1919 venne fondata una cooperativa di lavoratori, che aveva commesse da tutta Italia. Le pietre venivano raccolte alla base della rupe, sulla spiaggia, e lavorate direttamente con lo scalpello per formare conci per la lastricatura di strade e piazze.
Secondo alcuni autori romagnoli, apparterrebbe alla regione della Romagna storica.

## Galleria d'immagini

Stemma dell'allora comune
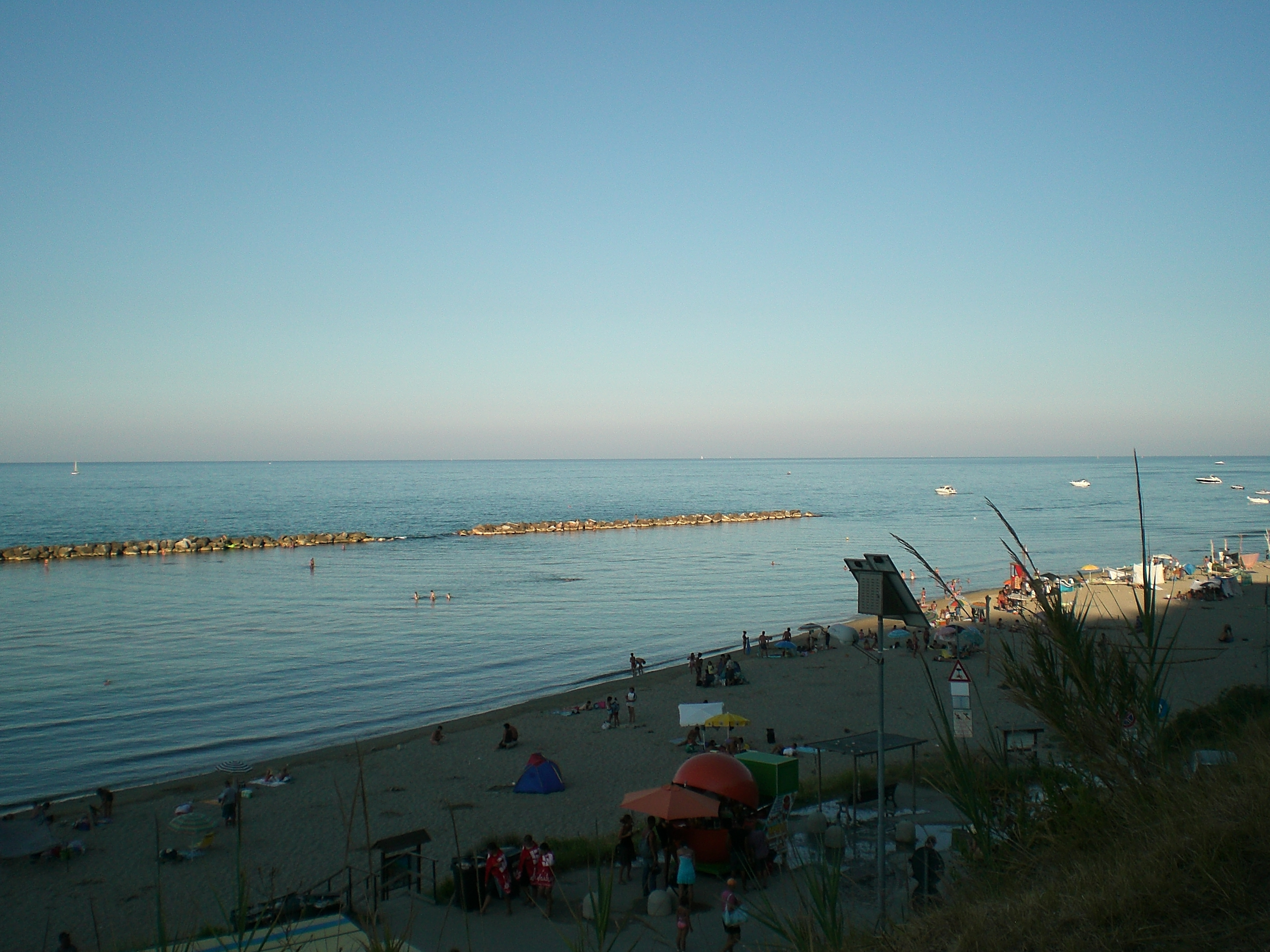
Spiaggia di Fiorenzuola
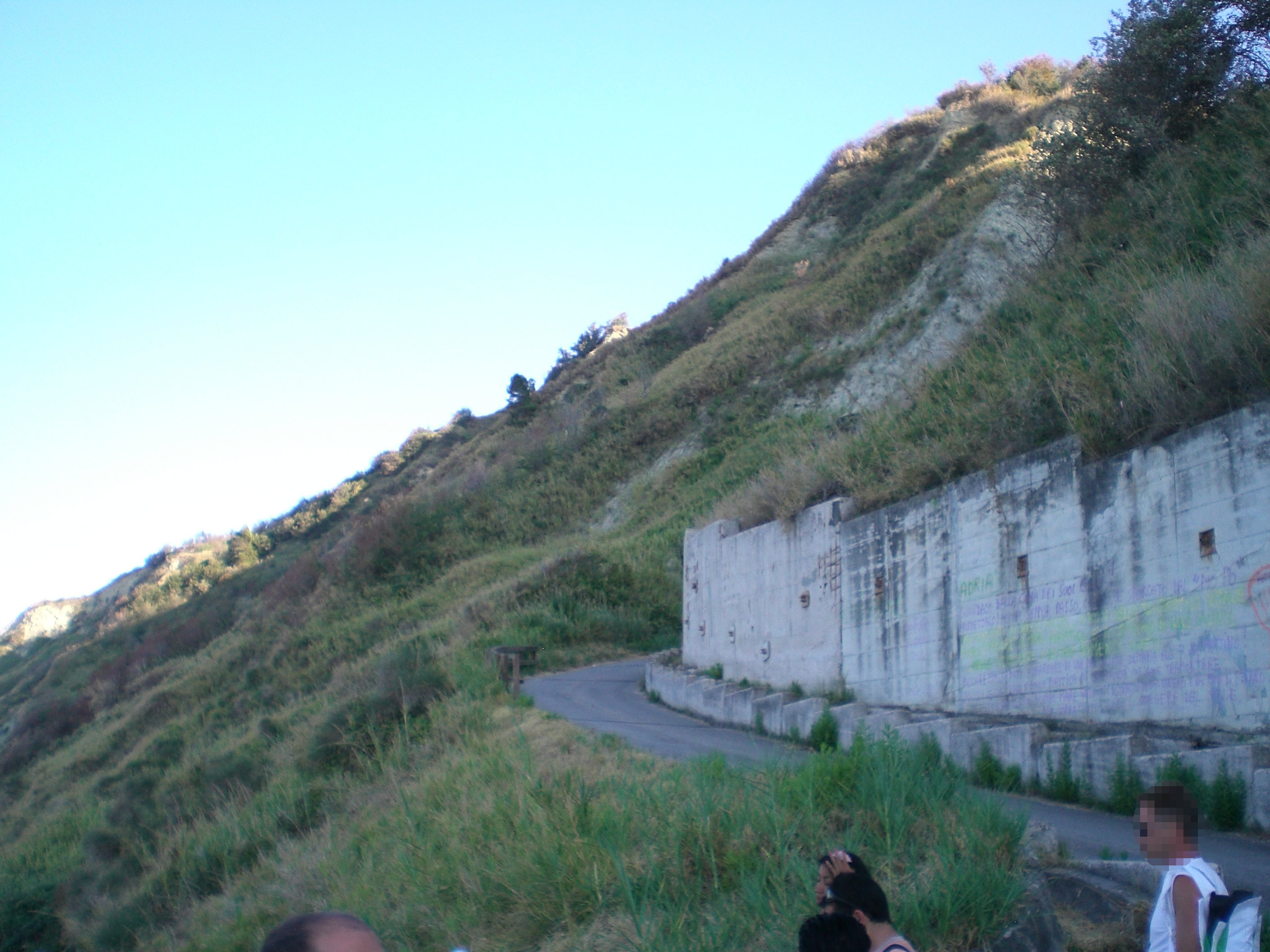
Stradina tortuosa che porta al mare